# Leinthall Starkes
Leinthall Starkes – wieś w Anglii, w hrabstwie Herefordshire. Leży 30 km na północ od miasta Hereford i 206 km na północny zachód od Londynu.